# Jaskinia Łysenia
Jaskinia Łysenja (ukr. Печера Лисеня) – jaskinia we wsi Szmańkowce (rejon czortkowski, obwód tarnopolski, hromada Zawodśke).

## Ogólna charakterystyka
Numer katastralny – № 27, zarejestrowany w Tarnopolskim Klubie Speleologicznym „Podillja”.
Jaskinia znana jest od dawnych czasów. Opis i badanie zostały wykonane 27 kwietnia 1965 r. przez speleologów tarnopolskiego klubu „Podillja” Serhijem Budennym,  Walentynom Pjatapałom, Ihorem Martynyszynym.
Według typu ubytek jest labiryntowy i erozyjno-korozyjny.
Wejście do jaskini znajdowało się na północnym zboczu niewielkiego wąwozu na lewym brzegu rzeki Niczławy. Oprawą azymutalną jest cerkiew w Szmańkowczykach - 305 ° w odległości 2 kilometrów.
Całkowita długość korytarzy wynosi 34 m, powierzchnia 46 km², a kubatura 70 m³. Szerokość przejść w jaskini wynosi od 0,9 do 2,5 m, a wysokość od 0,5 do 1,8 metra.

## Opis
Jaskinia położona jest w szarym piaskowcu o szarym odcieniu, jest pozioma, nie ma pęknięć w suficie i ścianach. Zgodnie z genezą powstania wnęka ta jest typu korozyjno-sufuzyjnego. Na dnie zaobserwowano osady gliny. W przekroju jest płaski, czasem kopulasty, miał trzy ślepe zaułki, które ostro opadały, ale ich końca nie widać.
Jaskinia jest wilgotna, ale nie ma stałych cieków wodnych, która ma swój stały reżim mikroklimatyczny, z wyjątkiem wejścia, które było zależne od warunków pogodowych i pór roku.
Należy do małych jaskiń, które w dawnych czasach były najczęściej zamieszkiwane przez człowieka. Niestety obecnie wejście do jaskini jest zasypane ziemią, która stopniowo osuwała się w procesie erozji wodnej.